# 瓦尔特·霍曼
瓦尔特·霍曼（德語：Walter Hohmann，1880年3月18日—1945年3月11日）是前一位对理解和掌握轨道力学作出重要贡献的德国土木工程师。在1925年出版的书中，霍曼展示了一个可让飞船节能高效地在不同轨道间转移的路径，现称之为"霍曼转移轨道""，1920年他被亚琛工业大学授予博士学位。

## 简介
1880年3月18日，霍曼生于哈德海姆，父亲是一名医生。儿时与家人在南非伊丽莎白港居住过一段时间，后返回德国。1904年他毕业于慕尼黑工业大学土木工程专业，在定居埃森前，曾先后就职于维也纳、汉诺威和布雷斯劳(现今的弗罗茨瓦夫)市政机构，最终在埃森市担任总建筑师一职。
在霍曼童年时，父亲曾指给他看过南天星座，从此，对太空产生了浓厚的兴趣。在他阅读了法国作家儒勒·凡尔纳和德国作家库尔德·拉斯维茨的科幻著作后，引发了他的思索，如何才能到达那里？1911年-1912年间，霍曼正在弗罗茨瓦夫当工程师，他的表兄送给了他几本天文教科书，霍曼将大部分空间时间都用在了天文学学习上，并开始认真思考星际航行问题。 
最终，霍曼意识到飞船必须携带的最少燃料量将是一个重要的考虑因素，因此，他绘制了各种轨道，直到发现了现如今以他的名字命名的路径。他将这一发现发表中《天体的可抵达性》(Die Erreichbarkeit der Himmelskörper)。
这项工作的重要性，使霍曼成为上世纪20年代后期德国业余火箭运动-航天协会(Verein für Raumschiffahrt)的领军人物。作家威利·莱伊曾约请他为一部出版于1928年的航天论文选集-《太空旅行的可能性》投稿，霍曼为此专门撰写了一篇《路线、时刻表和登陆选项》的文章，在其中他建议使用一艘可分离的登陆舱前往月球，这一想法后来被用在了阿波罗登月计划上。
随着纳粹的掌权，霍曼使自己尽量远离火箭，他不希望将火箭发展成武器。1945年3月11日，在距二战结束前不久，由于受盟军猛烈轰炸的强力刺激，霍曼死于埃森一家医院中。

## 瓦尔特·霍曼天文台

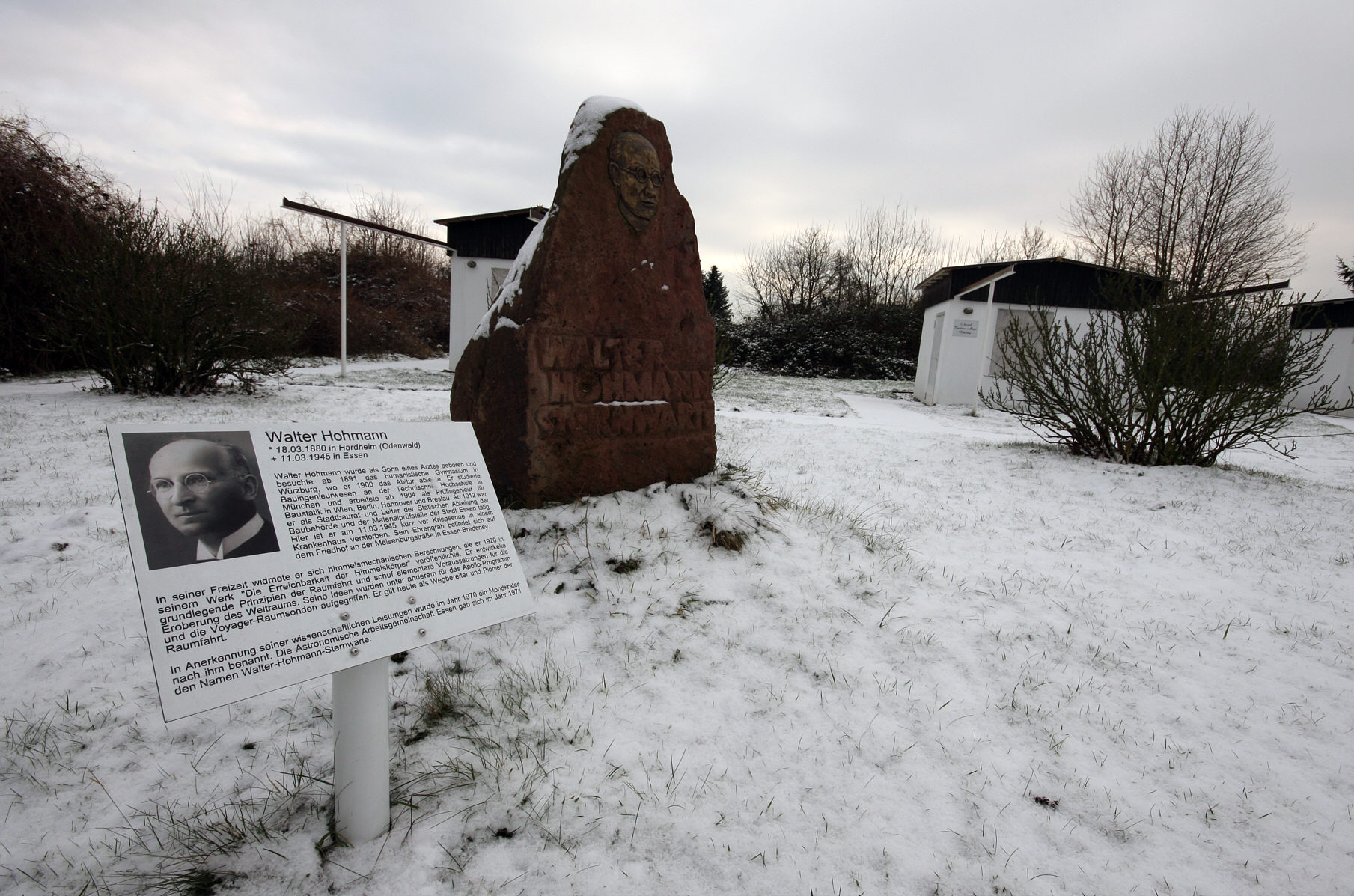
位于沃尔特霍曼天文台的纪念牌匾

2009年瓦尔特·霍曼天文台落成时，德国人在地面上安放了一块纪念牌匾：
瓦尔特·霍曼是一位医生的儿子，1900年毕业于德国维尔茨堡高级中学，后在慕尼黑技术大学学习土木工程，1904年曾在维也纳、柏林、汉诺威和弗罗茨瓦夫当过结构分析工程师。从1912年始，就任埃森市城市规划师、静态建筑办公室及材料测试部主管。1945年3月11日，距二战结束前不久，在本地一家医院去世。他的纪念墓位于德国埃森市迈森堡街(Meisenburgstraße)墓地。 
业余时间，他致力于天体力学计算，1920年出版了《天体的可抵达性》一书。他为人类征服太空制定了基本原则并创造了所需的先进工具。他的一些想法被阿波罗计划和旅行者号飞船采纳。今天，他被认为是一位太空航行方面的先驱。
为表彰他的科学成就，1970年以他的名字命名了一座月球陨石坑。德国埃森天文协会1971更名为“瓦尔特·霍曼天文台”。此外，小行星9661 霍曼也是以他的名字命名的。

## 参引资料
1. 1 2  Hohmann, Walter. .  1994. Germany: Oldenbourg. 1925: ix–xvii. ISBN 3486231065.
2. ↑  Walter Hohmann, Die Erreichbarkeit der Himmelskörper (München, Germany:  R. Oldenbourg, 1925).

- Hohmann, Walter, The Attainability of Heavenly Bodies (Washington: NASA Technical Translation F-44, 1960).
- McLaughlin, William I. (2000), "Walter Hohmann’s Roads In Space" Journal of Space Mission Architecture, Issue 2: pp. 1–14.